# Parsac
Parsac là một xã thuộc tỉnh Creuse trong vùng Nouvelle-Aquitaine miền trung nước Pháp. Xã này nằm ở khu vực có độ cao trung bình 400 mét trên mực nước biển.

## Địa lý
Thị trấn nằm hai bờ sông Verraux, cự ly 14 dặm (23 km) về phía đông của Guéret, tại giao lộ các tuyến đường D9 và D13 với N145.

## Dân số
| 1962                                                        | 1968 | 1975 | 1982 | 1990 | 1999 | 2005 |
| ----------------------------------------------------------- | ---- | ---- | ---- | ---- | ---- | ---- |
| 689                                                         | 768  | 681  | 644  | 619  | 592  | 607  |
| Số liệu điều tra dân số từ năm 1962 Dân số chỉ tính một lần |      |      |      |      |      |      |

## Địa điểm nổi bật
- Nhà thờ thế kỷ 12.
- Phế tích lâu đài.
- Cầu đá cổ.
- Tháp thế kỷ 15.
- Nhà thờ thế kỷ 12 tại La Madeleine